# Norvège aux Jeux olympiques d'été de 1996
La Norvège participe aux Jeux olympiques d'été de 1996 à Atlanta.

## Participants
La délégation norvégienne est composée de 100 athlètes dont 42 hommes et 58 femmes engagés dans 16 sports.

## Médaillés

### Or
- Vebjørn Rodal - Athlétisme, 800 m hommes
- Knut Holmann - Canoë-kayak, K-11 000 m

### Argent
- Knut Holmann - Canoë-kayak, K-1 500 m
- Steffen Størseth et Kjetil Undset, deux de couple hommes

### Bronze
- Trine Hattestad - Athlétisme, lancer du javelot hommes
- Peer Moberg - Voile, laser individuel hommes
- Reidun Seth, Tina Svensson, Trine Tangeraas, Marianne Pettersen, Hege Riise, Brit Sandaune, Merete Myklebust, Bente Nordby, Nina Nymark Andersen, Tone Gunn Frustol, Tone Haugen, Linda Medalen, Ann-Kristin Aarønes, Agnete Carlsen, et Gro Espeseth - Football, tournoi féminin